# Zōīs Karampelas
Zōīs Karampelas (in greco Ζωής Καράμπελας?; Atene, 27 aprile 2001) è un cestista greco.